# Interlignage (typographie)
Pour les articles homonymes, voir Interlignage.

Comparaison entre différentes tailles d'interlignes

En typographie, l’interlignage est l’opération qui consiste à interligner ou à modifier l’interligne et désigne aussi  la distance entre les lignes de base de lignes successives de caractères. L’interligne (au masculin) est l’intervalle entre deux lignes. L’interligne (au féminin) désigne, dans la composition au plomb, la lame de métal placée entre deux lignes. 

## Mesure de l’interlignage
L’interlignage est mesuré en points, par exemple un interlignage de 13 pt pour un corps de 11 pt ou une composition corps 11 pt interlignée 2 pt ; il est aussi mesuré en pourcentage du corps du caractère, par exemple un interlignage de 120 % pour un corps de 11 pt.
| Interlignages | Exemples |
| ------------- | --- |
| 100 %         | Lorem ipsum dolor sit amet, consectetur adipiscing elit. Donec a diam lectus. Sed sit amet ipsum mauris. Maecenas congue ligula ac quam viverra nec consectetur ante hendrerit. Donec et mollis dolor. |
| 120 %         | Lorem ipsum dolor sit amet, consectetur adipiscing elit. Donec a diam lectus. Sed sit amet ipsum mauris. Maecenas congue ligula ac quam viverra nec consectetur ante hendrerit. Donec et mollis dolor. |
| 150 %         | Lorem ipsum dolor sit amet, consectetur adipiscing elit. Donec a diam lectus. Sed sit amet ipsum mauris. Maecenas congue ligula ac quam viverra nec consectetur ante hendrerit. Donec et mollis dolor. |
| 200 %         | Lorem ipsum dolor sit amet, consectetur adipiscing elit. Donec a diam lectus. Sed sit amet ipsum mauris. Maecenas congue ligula ac quam viverra nec consectetur ante hendrerit. Donec et mollis dolor. |

## Interligne typographique
En typographie traditionnelle en plomb, l’interligne de base se définit par le corps du caractère : deux lignes de texte successives se superposent sans intermédiaire. Pour obtenir un interlignage supérieur, on intercale alors entre les lignes successives une languette de métal de l’épaisseur voulue et de longueur équivalente à la justification du texte. On peut superposer plusieurs interlignes pour atteindre l’interlignage voulu. Cela n’a aucun impact sur le rendu final puisque l’interligne ne sert qu’à maintenir les caractères typographiques fermement en place (l’ensemble de la composition étant ensuite solidement bloqué dans la forme). Les interlignes sont de hauteur en papier inférieure à celle des caractères, ne recevant pas d’encre. Pour cette raison, elles peuvent être fabriquées en plomb typographique, mais sont plus souvent en d’autres métaux plus résistants (cuivre, laiton), la seule condition étant de pouvoir être facilement recoupées à la longueur voulue au moyen d’outils dédiés. Si les fonderies proposaient des interlignes avec leurs polices, il existait par ailleurs des fonderies spécialisées dans les interlignes et les filets.

## Interligne mécanographique et numérique
Avec les machines à écrire, l’interligne ne se définit plus par un objet matériel, mais par des crantages qui définissent l’avance du papier par rapport à la ligne de frappe des caractères, le plus souvent par des valeurs d’un interligne standard et demi-interlignes.
La photocomposition propose une gamme illimitée de choix d’interlignages possibles, comme aujourd’hui la composition numérique : on peut avoir des interlignages inférieurs au corps du caractère, ce qui était impossible en composition plomb.